# Edisson Recalde
Edisson Recalde (n. Atuntaqui, Imbabura, Ecuador; 16 de enero de 1996) es un futbolista ecuatoriano. Juega de portero y su equipo actual es Imbabura Sporting Club de la Serie A de Ecuador.

## Trayectoria

### Inicios
Realizó las categorías formativas en el Club Valle del Chota y en el Imbabura Sporting Club dónde logra su debut profesional el 24 de noviembre de 2012.

### Etapa con el Independiente del Valle
En el 2017 pasa al Independiente del Valle y luego al su filial Independiente Juniors que disputava la Segunda Categoría de Ecuador, club con cual consigue el ascenso a la Serie B al quedar campeón de la Segunda Categoría 2018.

### 9 de Octubre
En 2020 es fichado por el 9 de Octubre Fútbol Club.

## Selección nacional

### Categorías inferiores
Fue convocado a la Selección sub-20 de Ecuador

#### Participaciones en Sudamericanos
| Campeonato                  | Sede    | Resultado    | Partidos | Goles |
| --------------------------- | ------- | ------------ | -------- | ----- |
| Sudamericano Sub-20 de 2015 | Uruguay | Primera fase | 1        | 0     |

## Clubes
| Club                           | País    | Año       |
| ------------------------------ | ------- | --------- |
| Imbabura S. C.                 | Ecuador | 2012-2017 |
| Independiente del Valle        | Ecuador | 2017-2018 |
| Independiente Juniors (cedido) | Ecuador | 2018      |
| Independiente del Valle        | Ecuador | 2018-2019 |
| Independiente Juniors (cedido) | Ecuador | 2019      |
| 9 de Octubre                   | Ecuador | 2020-2022 |
| Imbabura S. C.                 | Ecuador | 2022      |
| 9 de Octubre                   | Ecuador | 2023      |
| Delfín S. C.                   | Ecuador | 2024      |
| Imbabura S. C.                 | Ecuador | 2024-act. |

## Palmarés

### Campeonato nacionales
| Título                       | Club                  | País    | Año  |
| ---------------------------- | --------------------- | ------- | ---- |
| Segunda Categoría de Ecuador | Independiente Juniors | Ecuador | 2018 |
| Serie B de Ecuador           | 9 de Octubre          | Ecuador | 2020 |